# Samtgemeinde Horneburg
Die Samtgemeinde Horneburg ist eine Samtgemeinde im Landkreis Stade in Niedersachsen. In ihr haben sich fünf Gemeinden zur Erledigung ihrer Verwaltungsgeschäfte zusammengeschlossen. Der Sitz der Verwaltung der Samtgemeinde befindet sich in Horneburg.

## Geografie
Die Samtgemeinde Horneburg liegt zwischen Stade und Buxtehude am Stader Geestrand nahe dem Alten Land.

### Samtgemeindegliederung
Die Samtgemeinde setzt sich aus ihren Mitgliedsgemeinden Agathenburg, Bliedersdorf, Dollern, Horneburg und Nottensdorf zusammen.

## Geschichte
Die Samtgemeinde Horneburg wurde im Rahmen der niedersächsischen Gebiets- und Verwaltungsreform Anfang der 1970er Jahre gebildet und die erste Sitzung des Rates fand am 25. Januar 1971 statt. Der erste Samtgemeindedirektor Frank Heinrich wurde 1971 einstimmig für 12 Jahre zum Verwaltungschef gewählt. Nach seiner Wiederwahl 1983 übte er das Amt bis 1995 aus. Auf ihn folgte Iris Gronert, die bis zur ersten Wahl einer hauptamtlichen Bürgermeisterin in der Samtgemeinde das Amt ausübte.

## Politik

### Samtgemeinderat
Der Rat der Samtgemeinde Horneburg besteht aus 30 Ratsmitgliedern (Anzahl für Gemeinden zwischen 12.001 und 15.000 Einwohnern). Die Ratsmitglieder werden durch eine Kommunalwahl für jeweils fünf Jahre gewählt. Die aktuelle Amtszeit begann am 1. November 2021 und endet am 31. Oktober 2026.

Stimmberechtigt im Rat ist außerdem der hauptamtliche Samtgemeindebürgermeister.

Die letzte Kommunalwahl am 12. September 2021 ergab das folgende Ergebnis:
| Partei                | Sitze |
| --------------------- | ----- |
| CDU                   | 10    |
| SPD                   | 6     |
| Bündnis 90/Die Grünen | 5     |
| FWG                   | 3     |
| FDP                   | 3     |
| FWG AUE               | 2     |
| Die PARTEI            | 1     |

### Samtgemeindebürgermeister
Hauptamtlicher Samtgemeindebürgermeister der Samtgemeinde Horneburg ist Knut Willenbockel (parteilos). Bei der letzten Bürgermeisterwahl am 12. September 2021 wurde er ohne Gegenkandidaten mit 76,8 % der Stimmen gewählt. Die Wahlbeteiligung lag bei 60,4 %. Willenbockel trat sein Amt am 1. November 2021 an und löste den bisherigen Amtsinhaber Matthias Herwede ab, der nicht mehr kandidiert hatte.
| von  | bis  | Samtgemeindebürgermeister/in |
| ---- | ---- | ---------------------------- |
| 1971 | 1981 | Hans-Heinreich Dankers       |
| 1981 | 1996 | Richard Wilke                |
| 1996 | 2001 | Hans-Wilhelm Glüsen          |
| 2001 | 2006 | Hilke Harms                  |
| 2006 | 2014 | Gerhard Froelian             |
| 2014 | 2021 | Matthias Herwede             |
| 2021 |      | Knut Willenbockel            |

### Jugendbeirat
Im Jahr 2020 stimmte der Rat der Samtgemeinde Horneburg der Gründung eines Jugendbeirates zu. Kindern und Jugendlichen soll dadurch politische Teilhabe ermöglicht sowie das Interesse für Kommunalpolitik gefördert werden. Der Jugendbeirat erhält für seine politische Arbeit jährlich 10.000 € (Stand 2022) aus dem Haushalt der Samtgemeinde, um eigene Projekte umzusetzen. Im Jugend- und Sozialausschuss der Samtgemeinde hat der Jugendbeirat ein Antrags- und Stimmrecht.

### Wappen
Blasonierung: Das Wappen der Samtgemeinde zeigt einen goldenen Schild, unter einem blauen Wellensparren ein offenes Burgtor mit fünf spitzbedachten Zinnentürmen, deren mittlerer höher ist.

## Wirtschaft, Verkehr, Infrastruktur

### Wirtschaft
Als Gemeinden am Alten Land bieten sie zahlreichen Angebote für den Tourismus an.

### Verkehr
Die Samtgemeinde Horneburg ist mit dem Auto über die B 73 (Cuxhaven–Hamburg) bzw. die A 26 (Stade–Neu Wulmstorf) zu erreichen. Auf der ebenfalls zwischen Cuxhaven und Hamburg verlaufenden Niederelbebahn fahren Regionalzüge und Züge der S-Bahn Hamburg. Der Regionalexpress hält im Stundentakt im Bahnhof Horneburg, die S-Bahn bedient neben Horneburg auch Agathenburg und Dollern.

### Allgemein
- Rathaus Horneburg, Lange Straße 47/49
- Die Freiwilligen Feuerwehren Agathenburg, Bliedersdorf, Dollern, Horneburg und Nottensdorf sorgen für den abwehrenden Brandschutz und die allgemeine Hilfe in der Samtgemeinde. Sie führen jeweils eine Jugendfeuerwehr. In den Ortswehren Agathenburg und Dollern gibt es eine Kinderfeuerwehr.
- Samtgemeinde Bücherei Horneburg
- Dorfgemeinschaftshäuser bzw. Mehrzweckhallen in Agathenburg, Bliedersdorf, Dollern und Nottensdorf.
- Freibad Horneburg, Bürgermeister-Löhden-Straße 22

### Bildung
- Drei Grundschulen in Agathenburg/Dollern, Bliedersdorf/Nottensdorf und Horneburg.
- Die Oberschule Horneburg, Schanzenstraße 19, entstand 2011 aus der Haupt- und der Realschule.
- Sonderschulen Balthasar-Leander-Schule in Harsefeld und Friedrich-Fröbel-Schule in Stade, Lönsweg 2
- Volkshochschule, Außenstelle Horneburg

### Soziales
- Acht Kindergärten
- Fünf Jugendräume in Bliedersdorf, Dollern, Horneburg, Agathenburg und Nottensdorf
- Freiwilligenzentrum der Samtgemeinde Horneburg im Mehrgenerationenhaus